# KDE 2
KDE 2 是KDE發布的第二個系列。有三個主要的發布這系列中。

## 主要更新
KDE 2採用了重大的技術改進。
DCOP（Desktop COmmunication Protocol），一個客戶端對客戶端通信協議的中介器藉由標準的X11 ICE 函式庫的伺服器。
KIO，應用程序I/O函式庫。具有網絡通透性並可訪問HTTP、FTP、POP、IMAP、NFS、SMB、LDAP和本地文件。 此外，它的設計允許開發人員可以"drop in"增加協定，如 WebDAV，這將自動可用於所有的KDE應用程序。KIO也可以設置針對指定MIME類型的處理程序 ;這些處理程序可以使用KParts技術嵌入需要的應用程式。
KPart，一個組件對象模型，允許應用程序嵌入另一個本身。該技術處理的所有方面的嵌入，如定位工具欄和插入適當的菜單，當嵌入式組件被激活或停用。KParts也可以提供界面給 KIO處理具體的MIME類型或服務/協定。
KHTML，一個HTML 4.0 兼容的渲染和繪圖引擎。它支持眾多網路技術，包括JavaScript、Java、HTML 4.0、CSS 2 和SSL安全通信。它也兼容 Netscape 插件例如Flash。KHTML使用KParts技術本身也有能力嵌入元件。

## 發布時間表
| 日期           | 事件         |
| 2.0            | 2.0          |
| -------------- | ------------ |
| 2000年10月23日 | KDE 2.0 發布 |
| 2000年12月5日  | 2.0.1 發布   |
| 2.1            |              |
| 2001年2月26日  | KDE 2.1 發布 |
| 2001年3月27日  | 2.1.1 發布   |
| 2001年4月30日  | 2.1.2 發布   |
| 2.2            |              |
| 2001年8月15日  | KDE 2.2 發布 |
| 2001年9月19日  | 2.2.1 發布   |
| 2001年11月21日 | 2.2.2 發布   |